# Benkelman (Nebraska)
Benkelman es una ciudad ubicada en el condado de Dundy en el estado estadounidense de Nebraska. En el Censo de 2010 tenía una población de 953 habitantes y una densidad poblacional de 458,8 personas por km².

## Geografía
Benkelman se encuentra ubicada en las coordenadas 40°3′6″N 101°32′7″O / 40.05167, -101.53528. Según la Oficina del Censo de los Estados Unidos, Benkelman tiene una superficie total de 2.08 km², de la cual 2.08 km² corresponden a tierra firme y (0%) 0 km² es agua.

## Demografía
Según el censo de 2010, había 953 personas residiendo en Benkelman. La densidad de población era de 458,8 hab./km². De los 953 habitantes, Benkelman estaba compuesto por el 95.91% blancos, el 0.42% eran afroamericanos, el 0.84% eran amerindios, el 0.21% eran asiáticos, el 0% eran isleños del Pacífico, el 0.73% eran de otras razas y el 1.89% pertenecían a dos o más razas. Del total de la población el 4.41% eran hispanos o latinos de cualquier raza.